# Cofana unimaculata
Cofana unimaculata är en insektsart som beskrevs av Victor Antoine Signoret 1854. Cofana unimaculata ingår i släktet Cofana och familjen dvärgstritar. Inga underarter finns listade i Catalogue of Life.